# Municipio de Zimapán
El municipio de Zimapán es uno de los ochenta y cuatro municipios que conforman el estado de Hidalgo en México. La cabecera municipal y localidad más poblada es Zimapán.
El municipio se localiza al poniente del territorio hidalguense entre los paralelos 20°34′ y 20°58′ de latitud norte; los meridianos 99°11′ y 99°33′ de longitud oeste; con una altitud de entre 900 y 2900 m s. n. m. Este municipio cuenta con una superficie de 872.53 km², y representa el 4.19 % de la superficie del estado; dentro de la región geográfica denominada como Sierra Gorda y una pequeña sección al Valle del Mezquital.
Colinda al norte con el estado de Querétaro de Arteaga y los municipios de Pacula y Jacala de Ledezma; al este con los municipios de Jacala de Ledezma, Nicolás Flores e Ixmiquilpan; al sur con los municipios de Ixmiquilpan, Tasquillo y Tecozautla; al oeste con el municipio de Tecozautla y el estado de Querétaro de Arteaga.

## Toponimia
Zimapán deriva su nombre de las raíces nahuas, cimatl, "cimate" y pan, "en o sobre". Que significa "Sobre el cimate o entre el cimate".

## Geografía

### Relieve e hidrográfica

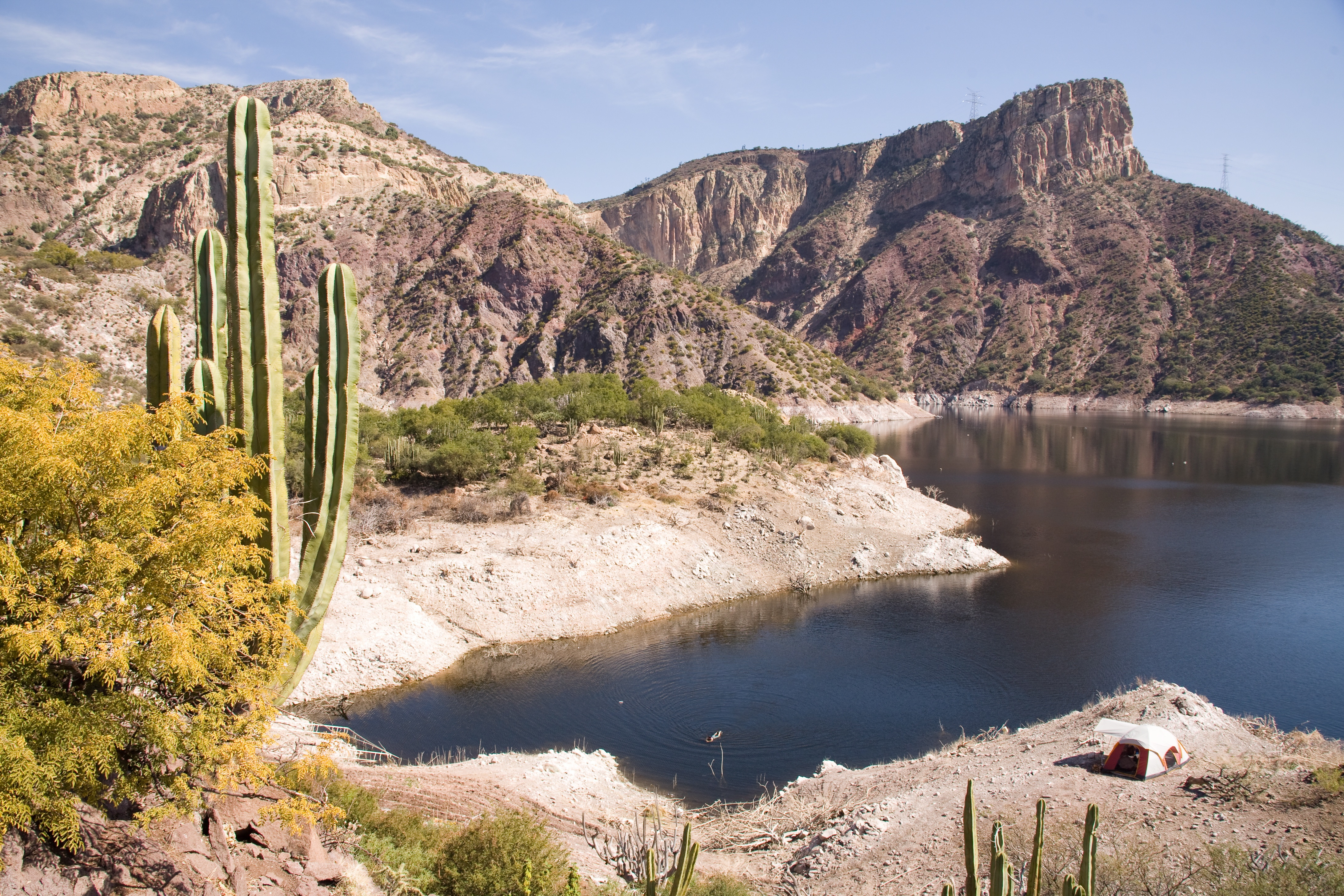
Presa Zimapán.

En cuanto a fisiografía se encuentra dentro de las provincia de la Sierra Madre Oriental (60.0%) y Eje Neovolcánico (40.0%); dentro de la subprovincia de Carso Huasteco (60.0%) y Llanuras y Sierras de Querétaro e Hidalgo (40.0%). Su territorio es completamente sierra.
En cuanto a su geología corresponde al periodo cretácico (54.0%), neógeno (36.0%), cuaternario (4.0%), paleógeno (1.53%), jurásico (2.0%) y terciario (1.0%). Con rocas tipo intrusiva: Granodiorita-monzonita (1.0%) Ígnea extrusiva: Riolita-toba ácida (16.0%), toba ácida (7.0%), andesita-toba intermedia (6.0%), basalto (3.0%) y andesita (1.0%) Sedimentaria: Caliza (36.0%), caliza-lutita (18.0%), conglomerado (4.53%), areniscaconglomerado (3.0%) y lutita-arenisca (2.0%) Suelo: Aluvial (1.0%). En cuanto a cuanto a edafología el suelo dominante es leptosol (43.0%), regosol (25.0%), phaeozem (17.53%), luvisol (11.0%) y calcisol (2.0%).
En lo que respecta a la hidrología se encuentra posicionado en la región hidrológica del Pánuco (3.0%); en las cuencas del río Moctezuma; dentro de las subcuenca del río Moctezuma (76.0%), río Tula (16.0%) y río Amajac (8.0%).

### Clima
El municipio presenta una variedad de climas, Semiseco templado (31.5%), templado subhúmedo con lluvias en verano, de mayor humedad (30.5%), semiseco semicálido (20.0%), templado subhúmedo con lluvias en verano, de menor humedad (10.0%) y semicálido subhúmedo con lluvias en verano, de menor humedad (8.0%). Registra una temperatura media anual de 18.3 °C., una precipitación pluvial de 391 milímetros por año y el período lluvioso de mayo a junio.

### Ecología
En flora tiene una vegetación de nopaleras, arbustos bajos, matorral alto, maguey, órganos, cardones, biznagas, huizaches, hortigas y mezquites. . En cuanto a fauna se cuenta con lobo, coyote, tigrillo, tlacuache, liebre, ardilla, zorra, zorrillos, tejones y ratón de campo.

## Demografía

### Población
De acuerdo a los resultados que presentó el Censo Población y Vivienda 2020 del INEGI, el municipio cuenta con un total de 39 927 habitantes, siendo 18 899 hombres y 21 028 mujeres. Tiene una densidad de 45.8 hab/km², la mitad de la población tiene 29 años o menos, existen 89 hombres por cada 100 mujeres.
El porcentaje de población que habla lengua indígena es de 11.21 %, en el municipio se habla principalmente Otomí del Valle del Mezquital. El porcentaje de población que se considera afromexicana o afrodescendiente es de 0.99 %.
Tiene una Tasa de alfabetización de 99.0 % en la población de 15 a 24 años, de 92.6 % en la población de 25 años y más. El porcentaje de población según nivel de escolaridad, es de 5.1 % sin escolaridad, el 60.0 % con educación básica, el 20.8 % con educación media superior, el 13.9 % con educación superior, y 0.2 % no especificado.
El porcentaje de población afiliada a servicios de salud es de 62.4 %. El 31.2 % se encuentra afiliada al IMSS, el 56.6 % al INSABI, el 7.5 % al ISSSTE, 2.3 % IMSS Bienestar, 2.2 % a las dependencias de salud de PEMEX, Defensa o Marina, 0.6 % a una institución privada, y el 0.3 % a otra institución. El porcentaje de población con alguna discapacidad es de 4.8 %. El porcentaje de población según situación conyugal, el 24.0 % se encuentra casada, el 33.4 % soltera, el 29.8 % en unión libre, el 5.8 % separada, el 0.8 % divorciada, el 6.2 % viuda.
Para 2020, el total de viviendas particulares habitadas es de 10 983 viviendas, representa el 1.3 % del total estatal. Con un promedio de ocupantes por vivienda 3.6 personas. Predominan las viviendas con tabique y block. En el municipio para el año 2020, el servicio de energía eléctrica abarca una cobertura del 98.6 %; el servicio de agua entubada un 48.2 %; el servicio de drenaje cubre un 91.5 %; y el servicio sanitario un 94.6 %.

### Localidades

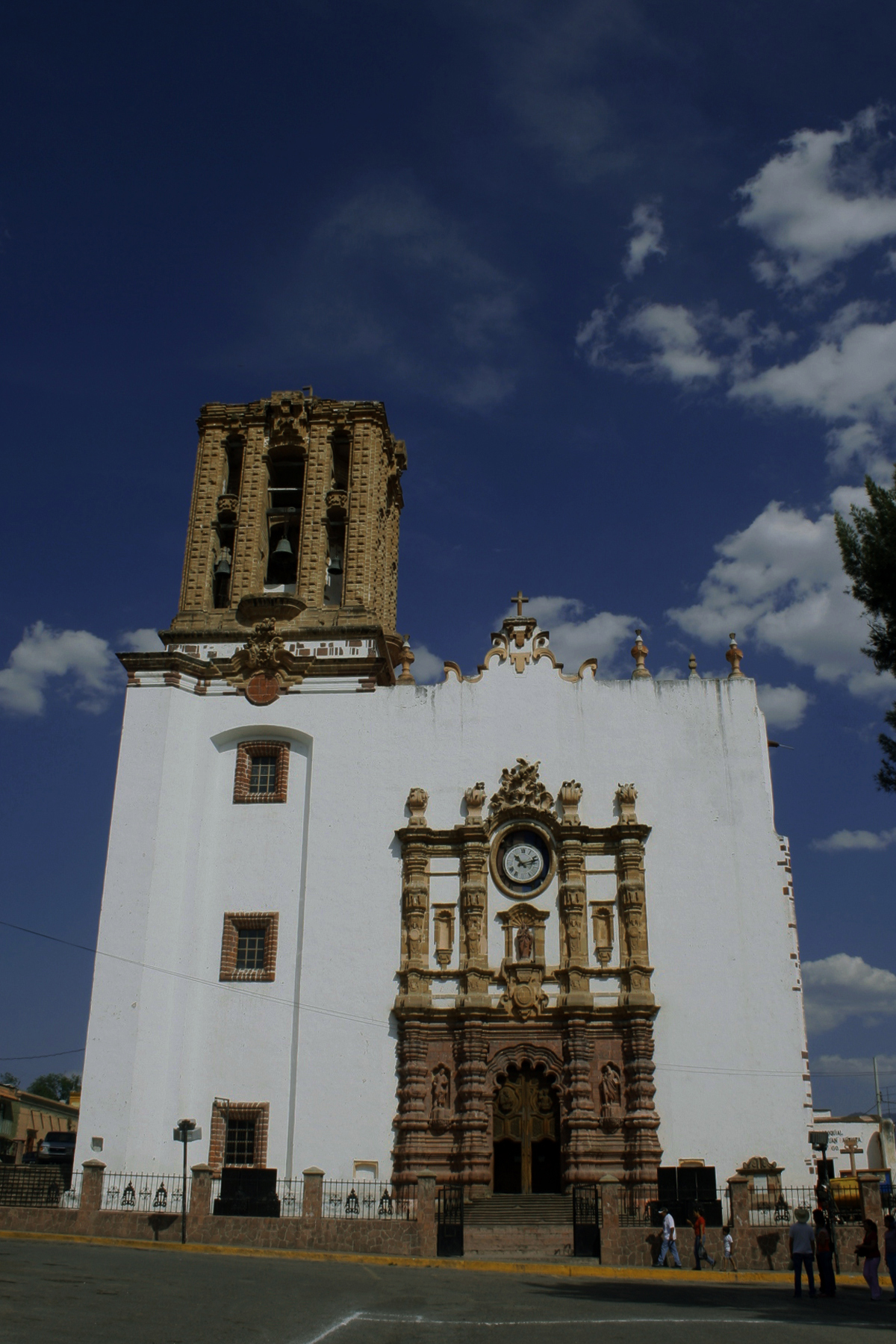
Localidad de Zimapán.

Para el año 2020, de acuerdo al Catálogo de Localidades, el municipio cuenta con 159 localidades.
| Código INEGI | Localidad                             | Población (2020) | Porcentaje (%) | Ámbito Población | Categoría Población |
| ------------ | ------------------------------------- | ---------------- | -------------- | ---------------- | ------------------- |
| 130840001    | Zimapán                               | 14 732           | 36.897         | Urbana           | Cabecera municipal  |
| 130840027    | Lázaro Cárdenas                       | 1498             | 3.752          | Rural            | Comunidad           |
| 130840141    | Xindhó Primero                        | 1123             | 2.813          | Rural            | Comunidad           |
| 130840005    | Álvaro Obregón (Temuthe)              | 1020             | 2.555          | Rural            | Comunidad           |
| 130840045    | El Salitre                            | 991              | 2.482          | Rural            | Comunidad           |
| 130840133    | El Tule                               | 913              | 2.287          | Rural            | Comunidad           |
| 130840039    | Plutarco Elías Calles (Santiago)      | 912              | 2.284          | Rural            | Comunidad           |
| 130840059    | Venustiano Carranza (San Pedro)       | 904              | 2.264          | Rural            | Comunidad           |
| 130840024    | Francisco I. Madero (Guadalupe)       | 894              | 2.239          | Rural            | Comunidad           |
| 130840007    | Benito Juárez (Detzani)               | 842              | 2.109          | Rural            | Comunidad           |
| 130840109    | Llano Blanco                          | 753              | 1.886          | Rural            | Comunidad           |
| 130840132    | Tlalpan                               | 632              | 1.583          | Rural            | Comunidad           |
| 130840019    | Durango                               | 483              | 1.210          | Rural            | Ranchería           |
| 130840062    | Xajhá                                 | 417              | 1.044          | Rural            | Ranchería           |
| 130840004    | Aguas Blancas                         | 374              | 0.937          | Rural            | Ranchería           |
| 130840014    | El Cuarto                             | 374              | 0.937          | Rural            | Ranchería           |
| 130840115    | El Muhí                               | 337              | 0.844          | Rural            | Ranchería           |
| 130840042    | Puerto Juárez                         | 336              | 0.842          | Rural            | Ranchería           |
| 130840036    | Morelos (Trancas)                     | 330              | 0.827          | Rural            | Ranchería           |
| 130840099    | Cruz Pinta                            | 303              | 0.759          | Rural            | Ranchería           |
| 130840033    | La Manzana                            | 294              | 0.736          | Rural            | Ranchería           |
| 130840029    | Llano Segundo                         | 290              | 0.726          | Rural            | Ranchería           |
| 130840049    | Santa Rita                            | 287              | 0.719          | Rural            | Ranchería           |
| 130840064    | Xhitá Primero                         | 276              | 0.691          | Rural            | Ranchería           |
| 130840063    | Xindhó Guadalupe                      | 271              | 0.679          | Rural            | Ranchería           |
| 130840090    | El Álamo                              | 255              | 0.639          | Rural            | Ranchería           |
| 130840041    | Puerto del Ángel                      | 248              | 0.621          | Rural            | Ranchería           |
| 130840012    | El Cerrote                            | 230              | 0.576          | Rural            | Ranchería           |
| 130840003    | El Aguacatito                         | 223              | 0.559          | Rural            | Ranchería           |
| 130840002    | Las Adjuntas                          | 223              | 0.559          | Rural            | Ranchería           |
| 130840072    | Doxthi la Sabina (La Sabina)          | 219              | 0.549          | Rural            | Ranchería           |
| 130840010    | Camposanto del Oro                    | 207              | 0.518          | Rural            | Ranchería           |
| 130840013    | Cobrecito                             | 200              | 0.501          | Rural            | Ranchería           |
| 130840031    | Maguey Verde                          | 200              | 0.501          | Rural            | Ranchería           |
| 130840006    | Apezco                                | 188              | 0.471          | Rural            | Ranchería           |
| 130840171    | El Tepozán                            | 184              | 0.461          | Rural            | Ranchería           |
| 130840070    | Puerto del Efe                        | 180              | 0.451          | Rural            | Ranchería           |
| 130840034    | Megüi                                 | 179              | 0.448          | Rural            | Ranchería           |
| 130840088    | San Antonio (Cuauhtémoc)              | 170              | 0.426          | Rural            | Ranchería           |
| 130840020    | Los Duraznos                          | 166              | 0.416          | Rural            | Ranchería           |
| 130840025    | Garabatos (Garabatos la Estancia)     | 165              | 0.413          | Rural            | Ranchería           |
| 130840180    | Los Pilares                           | 165              | 0.413          | Rural            | Ranchería           |
| 130840053    | El Tathí                              | 164              | 0.411          | Rural            | Ranchería           |
| 130840026    | Jagüey Colorado                       | 164              | 0.411          | Rural            | Ranchería           |
| 130840056    | Tinthé                                | 158              | 0.396          | Rural            | Ranchería           |
| 130840182    | El Carrizal                           | 157              | 0.393          | Rural            | Ranchería           |
| 130840118    | El Palmar                             | 153              | 0.383          | Rural            | Ranchería           |
| 130840016    | Coaxithi                              | 148              | 0.371          | Rural            | Ranchería           |
| 130840083    | Barrón                                | 142              | 0.356          | Rural            | Ranchería           |
| 130840022    | Encarnación                           | 136              | 0.341          | Rural            | Ranchería           |
| 130840051    | Sóstenes Vega (Xithá Segundo Cedho)   | 135              | 0.338          | Rural            | Ranchería           |
| 130840050    | El Saucillo                           | 131              | 0.328          | Rural            | Ranchería           |
| 130840078    | Francisco Villa (Llano Segundo)       | 129              | 0.323          | Rural            | Ranchería           |
| 130840028    | Llanitos                              | 128              | 0.321          | Rural            | Ranchería           |
| 130840077    | El Aguacatal                          | 120              | 0.301          | Rural            | Ranchería           |
| 130840121    | Potreritos                            | 120              | 0.301          | Rural            | Ranchería           |
| 130840023    | La Estanzuela                         | 119              | 0.298          | Rural            | Ranchería           |
| 130840119    | Pelillos                              | 117              | 0.293          | Rural            | Ranchería           |
| 130840107    | La Loma                               | 114              | 0.286          | Rural            | Ranchería           |
| 130840184    | El Organal                            | 111              | 0.278          | Rural            | Ranchería           |
| 130840048    | San José del Oro (San Vicente)        | 110              | 0.276          | Rural            | Ranchería           |
| 130840044    | El Rincón                             | 107              | 0.268          | Rural            | Ranchería           |
| 130840011    | Cerro Colorado                        | 106              | 0.265          | Rural            | Ranchería           |
| 130840120    | Las Piletas                           | 105              | 0.263          | Rural            | Ranchería           |
| 130840018    | Doxthí                                | 100              | 0.250          | Rural            | Ranchería           |
| 130840100    | Cuesta Blanca                         | 99               | 0.248          | Rural            | Ranchería           |
| 130840074    | Pontihú                               | 99               | 0.248          | Rural            | Ranchería           |
| 130840008    | Boñhú                                 | 98               | 0.245          | Rural            | Ranchería           |
| 130840067    | Yethay                                | 96               | 0.240          | Rural            | Ranchería           |
| 130840131    | La Tinaja Durango                     | 95               | 0.238          | Rural            | Ranchería           |
| 130840167    | San Isidro                            | 95               | 0.238          | Rural            | Ranchería           |
| 130840190    | Ejido Vicente Guerrero (Los Potreros) | 94               | 0.235          | Rural            | Ranchería           |
| 130840126    | El Rodeo                              | 93               | 0.233          | Rural            | Ranchería           |
| 130840058    | Las Vegas                             | 93               | 0.233          | Rural            | Ranchería           |
| 130840159    | Pozo Hondo                            | 91               | 0.228          | Rural            | Ranchería           |
| 130840043    | La Rinconada                          | 87               | 0.218          | Rural            | Ranchería           |
| 130840173    | Tierras Amarillas                     | 84               | 0.210          | Rural            | Ranchería           |
| 130840112    | La Mesa                               | 83               | 0.208          | Rural            | Ranchería           |
| 130840137    | Xindhó Segundo (Xindhó Saucillo)      | 80               | 0.200          | Rural            | Ranchería           |
| 130840055    | Tenguedhó                             | 79               | 0.198          | Rural            | Ranchería           |
| 130840076    | San Miguel Tetillas                   | 78               | 0.195          | Rural            | Ranchería           |
| 130840040    | Pueblo Nuevo                          | 77               | 0.193          | Rural            | Ranchería           |
| 130840150    | Cuesta Texquedhó                      | 76               | 0.190          | Rural            | Ranchería           |
| 130840116    | Los Nogales                           | 76               | 0.190          | Rural            | Ranchería           |
| 130840052    | Tadhé                                 | 76               | 0.190          | Rural            | Ranchería           |
| 130840169    | El Sauz                               | 74               | 0.185          | Rural            | Ranchería           |
| 130840071    | La Cruz (Ejido de la Cruz)            | 74               | 0.185          | Rural            | Ranchería           |
| 130840021    | Tzijay (Emiliano Zapata)              | 74               | 0.185          | Rural            | Ranchería           |
| 130840160    | Puertecito del Megüi                  | 67               | 0.168          | Rural            | Ranchería           |
| 130840035    | El Mezquite Segundo                   | 65               | 0.163          | Rural            | Ranchería           |
| 130840179    | El Zapote                             | 65               | 0.163          | Rural            | Ranchería           |
| 130840127    | La Ruda                               | 63               | 0.158          | Rural            | Ranchería           |
| 130840075    | Puetzey                               | 63               | 0.158          | Rural            | Ranchería           |
| 130840130    | San Miguel                            | 63               | 0.158          | Rural            | Ranchería           |
| 130840172    | El Tepozán                            | 61               | 0.153          | Rural            | Ranchería           |
| 130840135    | Villa Nueva                           | 61               | 0.153          | Rural            | Ranchería           |
| 130840105    | Exhacienda la Estancia                | 60               | 0.150          | Rural            | Ranchería           |
| 130840073    | La Tinaja                             | 57               | 0.143          | Rural            | Ranchería           |
| 130840122    | Puerto de Vigas                       | 57               | 0.143          | Rural            | Ranchería           |
| 130840101    | El Dedhó                              | 56               | 0.140          | Rural            | Ranchería           |
| 130840046    | San Andrés (Toxthi)                   | 55               | 0.138          | Rural            | Ranchería           |
| 130840136    | Xhitá Segundo (San Isidro)            | 55               | 0.138          | Rural            | Ranchería           |
| 130840061    | Vicente Guerrero (El Tablón)          | 54               | 0.135          | Rural            | Ranchería           |
| 130840187    | San Vicente                           | 51               | 0.128          | Rural            | Ranchería           |
| 130840054    | Taxthó                                | 47               | 0.118          | Rural            | Ranchería           |
| 130840098    | Los Carrizos                          | 44               | 0.110          | Rural            | Ranchería           |
| 130840113    | Mezquite Primero                      | 44               | 0.110          | Rural            | Ranchería           |
| 130840145    | El Sabino                             | 37               | 0.093          | Rural            | Ranchería           |
| 130840155    | La Loma                               | 36               | 0.090          | Rural            | Ranchería           |
| 130840175    | Tzitzi                                | 36               | 0.090          | Rural            | Ranchería           |
| 130840069    | Codornices                            | 35               | 0.088          | Rural            | Ranchería           |
| 130840142    | Las Pilas                             | 35               | 0.088          | Rural            | Ranchería           |
| 130840068    | San Cristóbal                         | 35               | 0.088          | Rural            | Ranchería           |
| 130840093    | Botha                                 | 34               | 0.085          | Rural            | Ranchería           |
| 130840096    | La Calera                             | 32               | 0.080          | Rural            | Ranchería           |
| 130840037    | La Ortiga                             | 32               | 0.080          | Rural            | Ranchería           |
| 130840082    | San Felipe                            | 29               | 0.073          | Rural            | Ranchería           |
| 130840168    | Santa María                           | 29               | 0.073          | Rural            | Ranchería           |
| 130840032    | La Majada Grande                      | 28               | 0.070          | Rural            | Ranchería           |
| 130840156    | La Mesa de Camposanto del Oro         | 27               | 0.068          | Rural            | Ranchería           |
| 130840178    | Xindhó San Pedro                      | 27               | 0.068          | Rural            | Ranchería           |
| 130840174    | Toxhi                                 | 24               | 0.060          | Rural            | Ranchería           |
| 130840094    | Bothiña                               | 23               | 0.058          | Rural            | Ranchería           |
| 130840047    | San Francisco                         | 22               | 0.055          | Rural            | Ranchería           |
| 130840066    | Yerbabuena                            | 22               | 0.055          | Rural            | Ranchería           |
| 130840079    | La Ventolera                          | 20               | 0.050          | Rural            | Ranchería           |
| 130840148    | La Cebada                             | 19               | 0.048          | Rural            | Ranchería           |
| 130840123    | Puerto de la Estancia                 | 19               | 0.048          | Rural            | Ranchería           |
| 130840177    | Changui                               | 18               | 0.045          | Rural            | Ranchería           |
| 130840117    | Puerto Zapote (La Nopalera)           | 18               | 0.045          | Rural            | Ranchería           |
| 130840111    | Los Mármoles                          | 17               | 0.043          | Rural            | Ranchería           |
| 130840065    | Xodhé                                 | 17               | 0.043          | Rural            | Ranchería           |
| 130840106    | Cazay                                 | 15               | 0.038          | Rural            | Ranchería           |
| 130840188    | La Barranca del Muhí                  | 15               | 0.038          | Rural            | Ranchería           |
| 130840110    | La Majada                             | 15               | 0.038          | Rural            | Ranchería           |
| 130840170    | Taxthó                                | 15               | 0.038          | Rural            | Ranchería           |
| 130840114    | La Milpota                            | 13               | 0.033          | Rural            | Ranchería           |
| 130840158    | Peña Colorada                         | 13               | 0.033          | Rural            | Ranchería           |
| 130840144    | Puerto Ingeniero Isidro Díaz          | 13               | 0.033          | Rural            | Ranchería           |
| 130840095    | Cajay                                 | 12               | 0.030          | Rural            | Ranchería           |
| 130840153    | Iglesia Vieja                         | 12               | 0.030          | Rural            | Ranchería           |
| 130840185    | Las Pilas                             | 12               | 0.030          | Rural            | Ranchería           |
| 130840089    | Puerto Colorado                       | 12               | 0.030          | Rural            | Ranchería           |
| 130840149    | Puerto la Palma (Cerrito Enmedio)     | 12               | 0.030          | Rural            | Ranchería           |
| 130840057    | Tolimán                               | 12               | 0.030          | Rural            | Ranchería           |
| 130840146    | Buenavista                            | 10               | 0.025          | Rural            | Ranchería           |
| 130840151    | Ejido de la Cruz                      | 9                | 0.023          | Rural            | Ranchería           |
| 130840176    | La Venta de Coaxithi                  | 7                | 0.018          | Rural            | Ranchería           |
| 130840152    | La Escondida                          | 6                | 0.015          | Rural            | Ranchería           |
| 130840017    | El Dedho                              | 5                | 0.013          | Rural            | Ranchería           |
| 130840164    | El Rancho                             | 5                | 0.013          | Rural            | Ranchería           |
| 130840060    | Verdosas                              | 5                | 0.013          | Rural            | Ranchería           |
| 130840191    | Shanadu                               | 4                | 0.010          | Rural            | Ranchería           |
| 130840124    | Puerto Xodhe                          | 3                | 0.008          | Rural            | Ranchería           |
| 130840166    | San Francisco Texquedho               | 3                | 0.008          | Rural            | Ranchería           |
| 130840165    | El Salitre                            | 2                | 0.005          | Rural            | Ranchería           |
| 130840154    | La Loma                               | 2                | 0.005          | Rural            | Ranchería           |
| 130840162    | Puerto Montero                        | 2                | 0.005          | Rural            | Ranchería           |
| 130840183    | La Loma                               | 1                | 0.003          | Rural            | Ranchería           |

## Política
Se erigió como municipio el 6 de agosto de 1824. El Ayuntamiento está compuesto por: un presidente municipal, un síndico, 11 regidores, y 84 delegados municipales. De acuerdo al Instituto Nacional electoral (INE) el municipio está integrado por 62 secciones electorales, de la 1644 a la 1657, de la 1659 a la 1665 y de la 1667 a la 1707. Para la elección de diputados federales a la Cámara de Diputados de México y diputados locales al Congreso de Hidalgo, se encuentra integrado al II Distrito Electoral Federal de Hidalgo y al I Distrito Electoral Local de Hidalgo. A nivel estatal administrativo pertenece a la Macrorregión V y a la Microrregión IX, además de a la Región Operativa IX Zimapán.

### Cronología de presidentes municipales
| Periodo                  | Nombre                           | Afiliación política        |
| ------------------------ | -------------------------------- | -------------------------- |
| 1871                     | Manuel Gómez Noeggerath          | -                          |
| 1872-1873                | Sabino Lora                      | -                          |
| 1888-1881                | Carlos Toledano                  | -                          |
| 1886                     | Manuel Gómez Noeggerath          | -                          |
| 1894-1895                | Domingo Espino Martínez          | -                          |
| 1904                     | Severo Espino                    | -                          |
| 1909-1910                | Delfino Cervantes                | -                          |
| 1910-1911                | Severo Espino Martínez           | -                          |
| 1911-1913                | Gonzalo López                    | -                          |
| 1913                     | Efraín Ledezma                   | -                          |
| 1914                     | Manuel Gómez Noeggerath          | -                          |
| 1914-1915                | Pedro Trujillo                   | -                          |
| 1916-1917                | Primitivo Calderón               | -                          |
| 1917                     | José García Gómez                | -                          |
| 1917-1919                | Tomas Hernández Arteaga          | -                          |
| 1920                     | Sostenes Valdez                  | -                          |
| 1920-1921                | Nicolás Ramírez                  | -                          |
| 1921                     | Pedro Trujillo                   | -                          |
| 1922                     | Herlindo Labra                   | -                          |
| 1923                     | Efraín Ledezma                   | -                          |
| 1924                     | Andrés Godínez                   | -                          |
| 1924-1925                | Leopoldo Soberones               | -                          |
| 1925                     | Carlos Limón                     | -                          |
| 1925                     | Alfonso Rosas Fuentes            | -                          |
| 1926-1927                | Enrique Reyo Trejo               | -                          |
| 1928-1929                | Jesús Alarcón                    | -                          |
| 1930-1931                | Pompilio Rubio Martínez          | -                          |
| 1932-1933                | Gabriel Sánchez Sánchez          | -                          |
| 1933                     | Ignacio Rodríguez                | -                          |
| 1934                     | Salvador Mayorga                 | -                          |
| 1934-1935                | Enrique Reyo Trejo               | -                          |
| 1935                     | Armando Martínez Gómez           | -                          |
| 1936                     | José A. García                   | -                          |
| 1936-1937                | Daniel Sánchez                   | -                          |
| 1937                     | Luis A. Noguerat                 | -                          |
| 1938-1940                | José R. Corona                   | -                          |
| 1940-1941                | Armando Martínez Gómez           | -                          |
| 1942-1943                | Efraín Ledesma                   | -                          |
| 1944-1945                | Otilio Villegas Lora             | -                          |
| 1946-1948                | Héctor González Calderón         | -                          |
| 1949-1951                | Armando Martínez Gómez           | -                          |
| 1952-1954                | Daniel Gómez Ponce               | -                          |
| 1955-1957                | Adrián Rubio Pérez               | -                          |
| 1958-1960                | Jorge Preisser Terán             | -                          |
| 1961-1963                | Armando Martínez Gómez           | -                          |
| 1964-1967                | Adolfo Langenscheidt Broockmann  | -                          |
| 1967-1969                | Alfonso Rodríguez Martínez       | -                          |
| 1970-1972                | Alfonso Sánchez Sánchez          | -                          |
| 1973-1975                | César Sánchez Lozano             | -                          |
| 1976-1978                | Horacio Sánchez Sustillo         | -                          |
| 1979-1981                | Alfonso González Cruz            | -                          |
| 1982-1985                | Daniel Gómez Ponce               | -                          |
| 1985-1988                | Romualdo Sánchez Lozano          | -                          |
| 1988-1991                | Herminio Manuel Camacho Martínez | -                          |
| 1991-1994                | Ricardo Sánchez Lozano           | -                          |
| 16/01/1994 al 15/01/1997 | Carlos Trejo Carpio              | PRI                        |
| 16/01/1997 al 15/01/2000 | Emilio Rangel Trejo              | PRI                        |
| 16/01/2000 al 2002       | Jorge Raúl Preisser Godínez      | PRI                        |
| 2002 al 15/01/2003       | José Salvador Rangel Guerrero    | Sustituto                  |
| 16/01/2003 al 15/01/2006 | Rosalía Gómez Rosas              | PAN                        |
| 16/01/2006 al 15/01/2009 | Eusebio Aguilar Franco           | PRI                        |
| 16/01/2009 al 31/08/2009 | Rubén Covarrubias Reynoso        | Concejo Municipal Interino |
| 01/09/2009 al 15/01/2012 | José María Lozano Moreno         | PRD                        |
| 16/01/2012 al 04/09/2016 | Carlos Teodoro Ortiz Rodríguez   | PRI                        |
| 05/09/2016 al 04/09/2020 | Erick Marte Rivera Villanueva    | PAN                        |
| 05/09/2020 al 14/12/2020 | Hermilo Trejo Rangel             | Concejo Municipal Interino |
| 15/12/2020 al 04/09/2024 | Alan Rivera Villanueva           | PAN-PRD                    |
| 15/12/2020 al 04/09/2024 | Hermilio Trejo Rangel            | Morena                     |

## Economía
En 2015 el municipio presenta un IDH de 0.716 Alto, por lo que ocupa el lugar 39.º a nivel estatal; y en 2005 presentó un PIB de $1,427,605,112.00 pesos mexicanos, y un PIB per cápita de $41,409.00 (precios corrientes de 2005).
De acuerdo con el Consejo Nacional de Evaluación de la Política de Desarrollo Social (Coneval), el municipio registra un Índice de Marginación Medio. El 47.8% de la población se encuentra en pobreza moderada y 12.4% se encuentra en pobreza extrema. En 2015, el municipio ocupó el lugar 39 de 84 municipios en la escala estatal de rezago social.
A datos de 2015, en materia de agricultura se siembra en una superficie total de 3800 hectáreas, de estas se cosechan el 64% de frijol se siembran 516 hectáreas obteniendo el 71% de esta producción. En ganadería se cría el ganado bovino de leche y carne, porcino, ovino, y caprino. En avicultura;  se crían aves de corral con una población de 73 913 cabezas. Las Minas de Zimapán producen algunos metales como: "Plata", para la fabricación de espejos y tintas indelebles, también se utiliza en aleaciones en la acuñación de moneda, cubiertos de mesas y objetos ornamentales.
Para 2015 se cuenta con 1278 unidades económicas, que generaban empleos para 3798 personas. En lo que respecta al comercio, se cuenta con 3 tianguis, veintiuno tiendas Diconsa y veinte lecheras Liconsa; además de un mercado público y un rastro. De acuerdo con cifras al año 2015 presentadas en los censos económicos del INEGI, la Población Económicamente Activa (PEA) del municipio asciende a 12 624 personas de las cuales 11 900 se encuentran ocupadas y 724 se encuentran desocupadas. El 11.10%, pertenece al sector primario, el 32.03% pertenece al sector secundario, el 54.24% pertenece al sector terciario y el 2.63% no especificaron.